# الأفعال في العربية
الفعل هو لفظ يدل على حدث في زمن معيّن.

## أقسام الأفعال حسب الزمن
تقسم الأفعال في اللغة العربية حسب زمن حدوثها سواء كانت
- في الماضي (فعل ماضي)
- أو في الوقت الحالي (فعل مضارع)
- أو في المستقبل (كفعل الأمر الذي يمكن أن يشير إلى حدث في الوقت الحالي أو في المستقبل أو بإضافة حرف السين للفعل المضارع للتعبير عن حدث سيتم حدوثه في المستقبل)

### الفعل الماضي
الفعل الماضي هو الذي حدث في الزمن الماضي قبل الزمن الذي قيل فيه الكلام (أي أن الحدث أنتهى وتم)، ومن أمثلة ذلك:
- وقف الرجل (الحدث هنا لمذكر)
- جاءت البنت (الحدث هنا لمؤنث)
- ضاع الكتاب (الحدث هنا لجماد)

ويتم تشكيل الحرف في نهاية الفعل في الزمن الماضي كالتالي:
في الأصل يكون الفعل الماضي مبني على الفتح لقول معظم العلماء، ولكن هناك حالات أخرى ذكرت في شرح ألفية ابن مالك للشيخ العثيمين وهي:
- الفتح الظاهر (باستخدام الفتحة وترسم كشرطة صغيرة أعلى الحرف ـَ): ( مثال: كَتَبَ)
- الفتح المقدر (لا ترسم الفتحة على الحرف في كلمات مثل: صلى ودعا)
- الضم (باستخدام الضمة وترسم كواو صغيرة أعلى الحرف ـُ): ( مثال: ضَربُوا لاتصالها بواو الجماعة)[3]
- السكون (السكون ويرسم كحلقة صغيرة فوق الحرف ـْ): (مثال: ضَرَبْتُ وضربْن وضربنْا لاتصالهم بتاء المتكلم ونون النسوة ونا الفاعلين على التوالي)[3]

### الفعل المضارع
الفعل المضارع هو الفعل الذي يدلّ على حدث مُحدّد وقَع في الزّمن الحاضر، ويتمّ من خلال إضافة حرف من حروف المُضارعة إلى بداية الفعل الماضي، وحروف المُضارعة هي: «الياء، التاء، الألف، النون» والأمثلة التالية تبين المقصود:
- يشرحُ المعلمُ الدّرس (الفعل في الماضي هو شرح وتم إضافة الياء لتحويل الفعل لمضارع في حالة المذكر)
- تشرح المعلمة الدرس (الفعل في الماضي هو شرحت « للمؤنث» وتم إضافة التاء في أول الفعل وحذف تاء التأنيث في آخره لتحويل الفعل لمضارع في حالة المؤنث)

ويتم تشكيل الحرف في نهاية الفعل في الزمن المضارع كالتالي:
في الأصل يكون الفعل المضارع معربا على شرط أن يكون عريا (أي لم تتصل به نون التوكيد أو نون النسوة في آخره) أو قد يكون أيضا مبنيا في في حالة اتصاله بنون التوكيد ونون النسوة:
- الضم (باستخدام الضمة وترسم كواو صغيرة أعلى الحرف ـُ): ( مثال: يقومُ لأنه فعل تجرد من ناصب أو جازم لذا يتم اعرابه بأنه فعل مضارع مرفوع بالضمة)[3][4]
- الفتح (باستخدام الفتحة وترسم كشرطة صغيرة أعلى الحرف ـَ): (مثال: لن ينامَ الفعل هنا منصوب وعلامة نصبه الفتحة لوجود لن)[4]
- السكون (السكون ويرسم كحلقة صغيرة فوق الحرف ـْ): (مثال: لا تصاحبْ الأشرار الفعل هنا مجزوم وعلامة جزمه السكون بسبب وجود لا الناهية إحدى أدوات الجزم «لم - لما - لا الناهية - لام الأمر»)[4]

### فعل الأمر
فعل الأمر في اللّغة هو الذي يُطلب به تنفيذ أمر ما في المُستقبل القريب، أيْ هو الفعل الذي يتمّ بعد التكلّم به ويكون بطريقة الطّلب أو الأمر ومن أمثلته:
- قُم إلى الصلاة (الفعل هنا أمر يقصد به الطلب من المخاطب القيام للصلاة)
- اذهبْ إلى البيت (الفعل هنا أمر يقصد به أمر المخاطب للتوجه للبيت بعد انتهاء الكلام)

ويتم تشكيل الحرف في نهاية فعل الأمر كالتالي:
في الأصل يكون فعل الأمر مبنيا على أربع حالات (الفتح إذا اتصلت به نون التوكيد، وحذف حرف العلة من آخره، وحذف حرف النون من آخره عند اتصال ألف الثنين أو ياء المخاطبة أو واو الجماعة، وأخيرا السكون) وفيما يلي مثالين للفتح والسكون:
- الفتح (باستخدام الفتحة وترسم كشرطة صغيرة أعلى الحرف ـَ): (مثال: اذهَبَنَّ للمنزل الفعل هنا مبني على الفتح لوجود نون التوكيد)[3]
- السكون (السكون ويرسم كحلقة صغيرة فوق الحرف ـْ): (مثال: اسْمعْ الدرس الفعل هنا مبني على السكون لأنه أمر لشخص واحد)

## أقسام الأفعال من حيث البناء والإعراب
ينقسم الفعل من حيث الإعراب والبناء إلى قسمين: فعل مُعرب وفعل مبنيّ، والإعراب يعني: تغيُّر آخر الكلمة بتغيُّر العوامل الدّاخلة عليها، وأمّا البناء فهو: لُزُوم آخر الكلمة حالةً واحدةً في جميع تراكيبها.

### الفعل المعرب
الفعل المعرب هو الفعل الذي يتغيّر آخره بتغيُّر العوامل الدّاخلة عليه، فإن لم تدخُل عليه أداة من أدوات النّصب أو الجزم؛ وجب رفعُه، وإن دخلت عليه أداةٌ من أدوات النّصب؛ وجب نصبُه، وإن دخلت عليه أداةٌ من أدوات الجزم؛ وجب جزمه

### الفعل المبني
الفعل المبنيّ هو الفعل الذي لم يتغيَّر آخره بتغيُّر العوامل الدّاخلة عليه، فصورة الفعل المبنيّ ثابتة لا تتغيّر، مهما اختلفت العوامل التي تدخل عليها، فإن دخلت عليه أداة نصب، أو أداة جزم لن تُؤثّر على إعرابه.

## أقسام الأفعال حسب اللزوم والتعد
طالع المقالة الرئيسية لزوم وتعد
يتم تقسيم الأفعال في اللغة العربية من حيث حاجتها لمفعول به إلى:

### أفعال لازمة
الفعل اللازم هو ما لا يتعدى أثره فاعله، ولا يتجاوزه إلى المفعول به، بل يبقى في نفس فاعله، مثل: ذهب سعيد، وسافر خالد.

### أفعال متعدية
الفعل المتعدي هو ما يتعدى أثره فاعله، ويتجاوزه إلى المفعول به، مثل: فتح طارق الأندلس. وهو يحتاج إلى فاعل ومفعول به يقع عليه

## أقسام الأفعال حسب الصحة والاعتلال

نتائج إحصاء الأفعال الثلاثية مُوزَّعة على أنواعها الصرفية مع الأمثلة.

ينقسم الفعل من حيث آخره إلى صحيح ومعتلٍّ، حيث تُقسم الأفعال من حيث نوع الحروف التي يتشكَّل منها كلُّ فعل إلى أفعال صحيحة وأفعال مُعتلّة

### الفعل الصحيح
الفعل الصحيح هو الفعل الذي خَلَتْ حروفه من أيّ حرف من حروف العلة (الواو والياء والألف) وينقسم الفعل الصحيح إلى:
- الفعل السالم: وهو ما سلمت حروفه من حروف العلة والهمز والتشديد، مثل: شربَ، لعب
- الفعل المهموز: وهو ما احتوت حروفه على شكل من أشكال الهمزة، مثل: برَأَ، أكل
- الفعل المشدد (المضعّف): وهو ما احتوت حروفه على تشديد، مثل: مثل: رقَّ، فرّق، قطّع

### الفعل المعتل
الفعل المعتل هو الفعل الذي كان أحد أحرفه الأصلية حرف علة (الواو والياء والألف) وينقسم إلى:
- الفعل المثال: هو الفعل الذي اوله حرف علة مثل: وعد
- الفعل الأجوف: هو الفعل الذي في وسطه حرف علة مثل: نام
- الفعل الناقص: هو الفعل الذي اخره حرف علة مثل: دعا
- الفعل اللفيف: هو ما كان فيه حرفا علة، وينقسم إلى نوعين:
  1. لفيف مقرون: وهو ما اجتمع فيه حرفا علة دون أن يفرق بينهما حرف آخر صحيح، مثل: أوى، شوى، روى، عوى، لوى.
  2. لفيف مفروق: وهو ما كان فيه حرفا علة غير متجاورين بمعنى أن يفرق بينهما حرف صحيح، مثل: وقى، وعى، وفي، وشى، وأى، وخى، وصّى، ولّى، ونى، وهى.

## أقسام الأفعال حسب التجرد والزيادة
طالع المقالة الرئيسية تجريد وزيادة
التجريد هو أن تكون كلّ حروف الكلمة أصليّة، لا يُمكن حذفها إلا لضرورة، وأمّا الزيادة فهو أنّ حروف الكلمة ليست كلّها أصليّة، وإنّما بعض الحروف فيها زائدة

### الفعل المُجرد
يطلق مصطلح «مجرد» على الكلمات التي تتألف من الحد الأدنى من الأحرف المعبرة عن الدلالة العامة للكلمة، فكلمة «جلس» مثلا تتكون من ثلاثة أحرف هي: الجيم، واللام، والسين، ولا يمكن إدراك دلالة الكلمة بأقل من هذه الأحرف. وهو ينقسم إلى:
- مجرد ثلاثي : يتكوّن من ثلاثة أحرفٍ وكلّها أصليّة، مثل : ضرب
- مجرد رباعي : يتكوّن من أربعة أحرفٍ، وكلّها أصلية، وذلك مثل دحرج

### الفعل المزيد
يُعرّف الفعل المزيد بأنّه: الفعل الذي اشتمل على حرفٍ من حُرُوف الزّيادة، وهي حروف: (سألتمونيها) وينقسم إلى :
- المزيد الثلاثي : أي أنه زاد حرف أو أثنين أو ثلاثة عن أصل الكلمة المكونة من ثلاثة أحرف، مثل: يضرب (مزيد بحرف ي عن كلمة ضرب) - أرتفع (مزيد بحرفين هما أ، ت على أصل الكلمة رفع) - استغفر (مزيد بثلاثة أحرف هي أ، س، ت على أصل الكلمة غفر)
- المزيد الرّباعي : أي أنه زاد حرف أو أثنين أو عن أصل الكلمة المكونة من أربعة أحرف (لأن أقل عدد أحرف للكلمة هي ثلاث وأقصاها هي ستة أحرف)

مثل : تدحرج (مزيد بحرف واحد وهو ت عن أصل الكلمة دحرج) - سيُبعثر (مزيد بحرفين وهما س، ي عن أصل الكلمة بعثر)